# カール・マイヤーズコフ
カール・マイヤーズコフ（Carl Myerscough、1979年10月21日 - ）は、イギリスの男子陸上競技選手。専門は砲丸投。ランカシャー・ハンブレトン出身。
1999年にドーピング検査で陽性を示し、2年間の出場停止と生涯のオリンピック出場権の剥奪がなされた。妻はアメリカのハンマー投選手メリッサ・プライス。

## 自己ベスト
- 砲丸投 - 21m92  (2003年6月13日、サクラメント)